# Le Malzieu-Forain
Pour les articles homonymes, voir Malzieu.
Le Malzieu-Forain est une commune française, située dans le nord-ouest du département de la Lozère en région Occitanie.
Exposée à un climat de montagne, elle est drainée par la Truyère, la Seuge, le ruisseau de Galastre, le ruisseau de la Gardelle, le ruisseau de Fontanille et par divers autres petits cours d'eau. La commune possède un patrimoine naturel remarquable : un site Natura 2000 (la « montagne de la Margeride ») et sept zones naturelles d'intérêt écologique, faunistique et floristique.
Le Malzieu-Forain est une commune rurale qui compte 491 habitants en 2022, après avoir connu un pic de population de 1 128 habitants en 1906. Elle fait partie de l'aire d'attraction de Saint-Chély-d'Apcher. Ses habitants sont appelés les Malziolains ou  Malziolaines.

## Géographie

### Localisation
La commune est située dans le nord de la Lozère, en limite du département de la Haute-Loire et proche de celui du Cantal. Elle culmine à 1 442 m au truc du Chapelat et 1 486 m au truc de la Garde, son point culminant.

### Communes limitrophes
Les communes limitrophes sont  Chanaleilles, Grèzes, Lajo, Le Malzieu-Ville, Paulhac-en-Margeride, Prunières, Saint-Alban-sur-Limagnole, Saint-Léger-du-Malzieu, Saint-Privat-du-Fau et Saugues.
| Saint-Privat-du-Fau, Saint-Léger-du-Malzieu | Paulhac-en-Margeride      | Saugues (Haute-Loire), Grèzes (Haute-Loire) |
| Le Malzieu-Ville                            | du Malzieu-Forain         | Chanaleilles (Haute-Loire)                  |
| Prunières                                   | Saint-Alban-sur-Limagnole | Lajo                                        |

### Climat
Pour des articles plus généraux, voir Climat de l'Occitanie et Climat de la Lozère.
En 2010, le climat de la commune est de type climat océanique altéré, selon une étude s'appuyant sur une série de données couvrant la période 1971-2000. En 2020, Météo-France publie une typologie des climats de la France métropolitaine dans laquelle la commune est exposée à un climat de montagne ou de marges de montagne et est dans la région climatique Sud-est du Massif Central, caractérisée par une pluviométrie annuelle de 1 000 à 1 500 mm, minimale en été, maximale en automne.
Pour la période 1971-2000, la température annuelle moyenne est de 8,3 °C, avec une amplitude thermique annuelle de 15,9 °C. Le cumul annuel moyen de précipitations est de 852 mm, avec 9,3 jours de précipitations en janvier et 5,9 jours en juillet. Pour la période 1991-2020, la température moyenne annuelle observée sur la station météorologique la plus proche, située sur la commune de Paulhac-en-Margeride à 11 km à vol d'oiseau, est de 7,9 °C et le cumul annuel moyen de précipitations est de 1 061,2 mm,. Pour l'avenir, les paramètres climatiques de la commune estimés pour 2050 selon différents scénarios d'émission de gaz à effet de serre sont consultables sur un site dédié publié par Météo-France en novembre 2022.

### Milieux naturels et biodiversité

#### Réseau Natura 2000

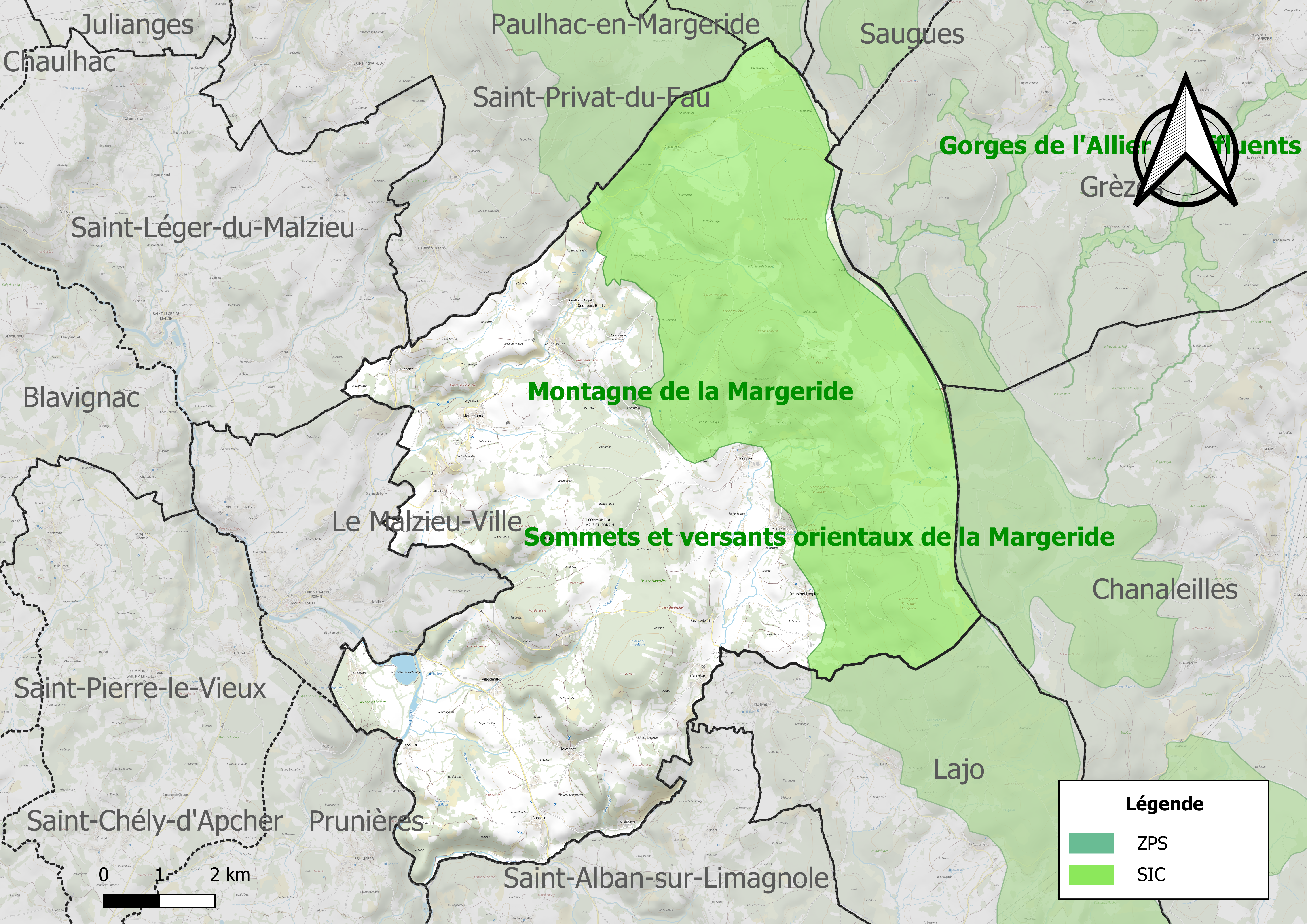
Site Natura 2000 sur le territoire communal.

Le réseau Natura 2000 est un réseau écologique européen de sites naturels d'intérêt écologique élaboré à partir des directives habitats et oiseaux, constitué de zones spéciales de conservation (ZSC) et de zones de protection spéciale (ZPS).
Un site Natura 2000 a été défini sur la commune au titre de la directive habitats : la « montagne de la Margeride », d'une superficie de 9 400 ha, une longue colonne granitique au climat montagnard ayant permis le maintien de tourbières remarquables.

#### Zones naturelles d'intérêt écologique, faunistique et floristique
L’inventaire des zones naturelles d'intérêt écologique, faunistique et floristique (ZNIEFF) a pour objectif de réaliser une couverture des zones les plus intéressantes sur le plan écologique, essentiellement dans la perspective d’améliorer la connaissance du patrimoine naturel national et de fournir aux différents décideurs un outil d’aide à la prise en compte de l’environnement dans l’aménagement du territoire.
Quatre ZNIEFF de type 1 sont recensées sur la commune :
- les « Montricoux et la Loubeyre » (743 ha), couvrant 4 communes dont deux dans la Haute-Loire et deux dans la Lozère[12] ;
- la « rivière de la Truyère autour de Malzieu » (65 ha), couvrant 6 communes du département[13] ;
- les « sources du Pontajou » (472 ha), couvrant 3 communes dont deux dans la Haute-Loire et une dans la Lozère[14] ;
- les « tourbières de Fraissinet-Langlade » (850 ha), couvrant 2 communes du département[15] ;

et trois ZNIEFF de type 2, : 
- le « cours de la Truyère et de la Rimeize aval » (503 ha), couvrant 14 communes du département[16] ;
- la « Margeride » (37 011 ha), couvrant 35 communes dont 13 dans le Cantal, 16 dans la Haute-Loire et six dans la Lozère[17] ;
- la « montagne de la Margeride et massif du plateau du Palais du Roi » (29 590 ha), couvrant 20 communes du département[18].

Cartes des ZNIEFF de type 1 et 2 au Malzieu-Forain.
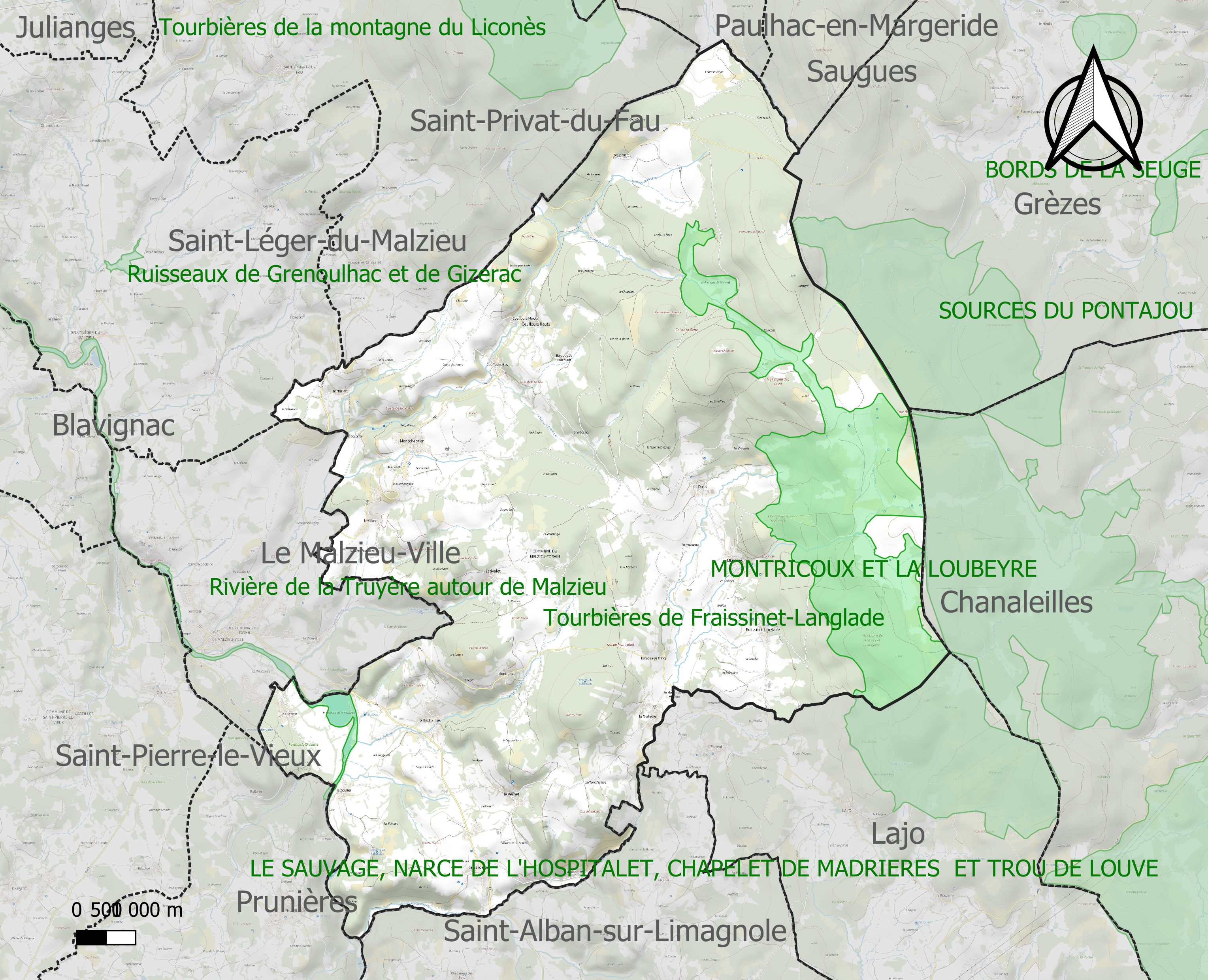
Carte des ZNIEFF de type 1 sur la commune.
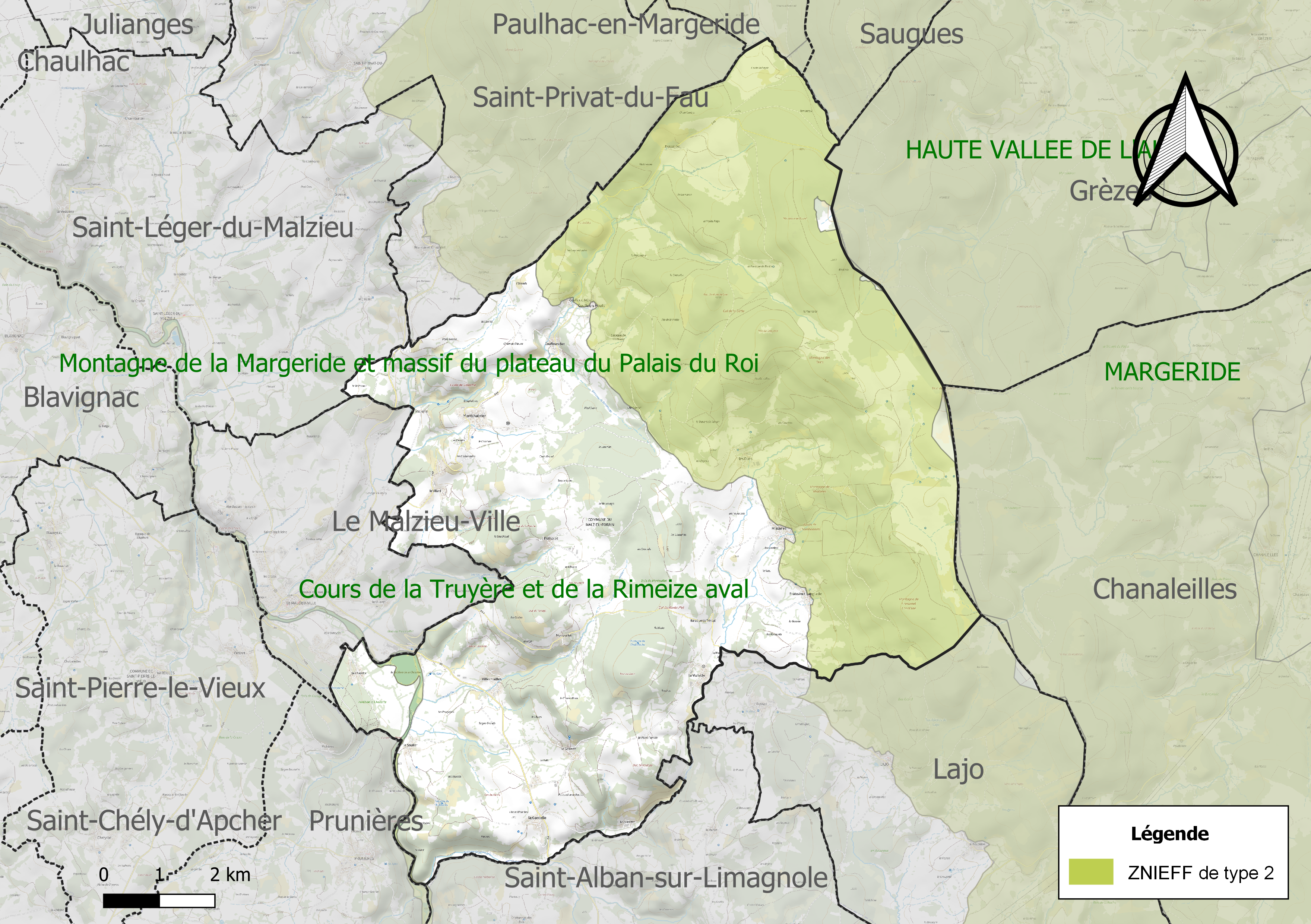
Carte des ZNIEFF de type 2 sur la commune.

## Urbanisme

### Typologie
Au 1er janvier 2024, Le Malzieu-Forain est catégorisée commune rurale à habitat très dispersé, selon la nouvelle grille communale de densité à sept niveaux définie par l'Insee en 2022.
Elle est située hors unité urbaine. Par ailleurs la commune fait partie de l'aire d'attraction de Saint-Chély-d'Apcher, dont elle est une commune de la couronne,. Cette aire, qui regroupe 22 communes, est catégorisée dans les aires de moins de 50 000 habitants,.

### Occupation des sols
L'occupation des sols de la commune, telle qu'elle ressort de la base de données européenne d’occupation biophysique des sols Corine Land Cover (CLC), est marquée par l'importance des forêts et milieux semi-naturels (60,4 % en 2018), en diminution par rapport à 1990 (63 %). La répartition détaillée en 2018 est la suivante : 
forêts (51,8 %), zones agricoles hétérogènes (30,9 %), milieux à végétation arbustive et/ou herbacée (8,6 %), prairies (7,6 %), zones urbanisées (0,7 %), eaux continentales (0,4 %). L'évolution de l’occupation des sols de la commune et de ses infrastructures peut être observée sur les différentes représentations cartographiques du territoire : la carte de Cassini (XVIIIe siècle), la carte d'état-major (1820-1866) et les cartes ou photos aériennes de l'IGN pour la période actuelle (1950 à aujourd'hui).

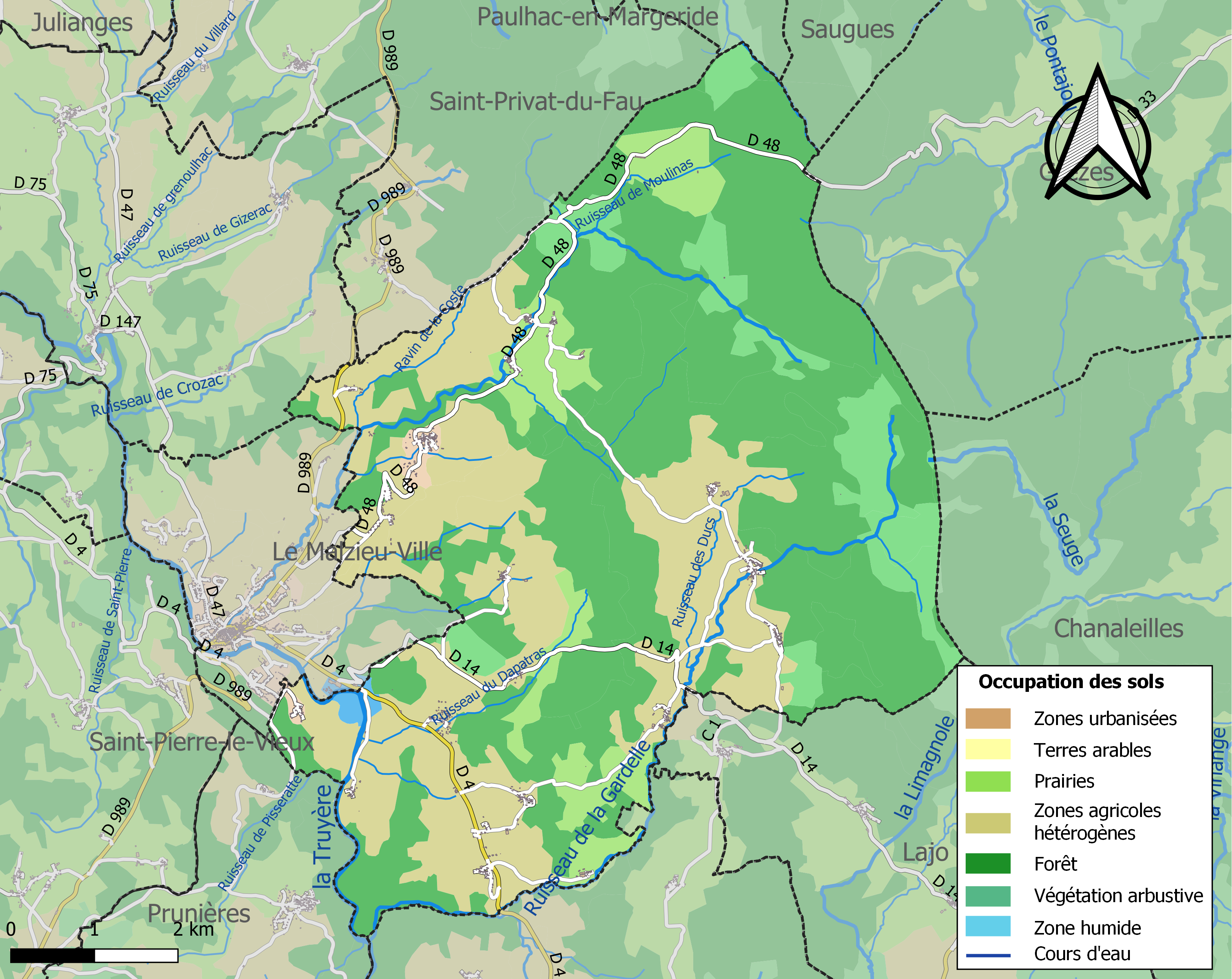
Carte des infrastructures et de l'occupation des sols de la commune en 2018 (CLC).

### Lieux-dits, hameaux et écarts
Le Malzieu-Forain n'étant pas un village existant – bien que voilà quelques années, le Montruffet a bien été rebaptisé ainsi –, il désigne un ensemble de hameaux.

### Risques majeurs
Le territoire de la commune du Malzieu-Forain est vulnérable à différents aléas naturels : météorologiques (tempête, orage, neige, grand froid, canicule ou sécheresse), inondations, feux de forêts et séisme (sismicité faible). Il est également exposé à un risque particulier : le risque de radon. Un site publié par le BRGM permet d'évaluer simplement et rapidement les risques d'un bien localisé soit par son adresse soit par le numéro de sa parcelle.

#### Risques naturels
Certaines parties du territoire communal sont susceptibles d’être affectées par le risque d’inondation par débordement de cours d'eau, notamment la Truyère, le Seuge, le ruisseau de la Gardelle et le ruisseau de Galastre. La commune a été reconnue en état de catastrophe naturelle au titre des dommages causés par les inondations et coulées de boue survenues en 1982, 1994 et 2003,.
Le Malzieu-Forain est exposée au risque de feu de forêt. Un plan départemental de protection des forêts contre les incendies (PDPFCI) a été approuvé en décembre 2014 pour la période 2014-2023. Les mesures individuelles de prévention contre les incendies sont précisées par divers arrêtés préfectoraux et s’appliquent dans les zones exposées aux incendies de forêt et à moins de 200 mètres de celles-ci. L’arrêté du 23 mars 2018, complété par un arrêté de 2020, réglemente l'emploi du feu en interdisant notamment d’apporter du feu, de fumer et de jeter des mégots de cigarette dans les espaces sensibles et sur les voies qui les traversent sous peine de sanctions. L'arrêté du 23 août 2021, abrogeant un arrêté de 2002, rend le débroussaillement obligatoire, incombant au propriétaire ou ayant droit,,.

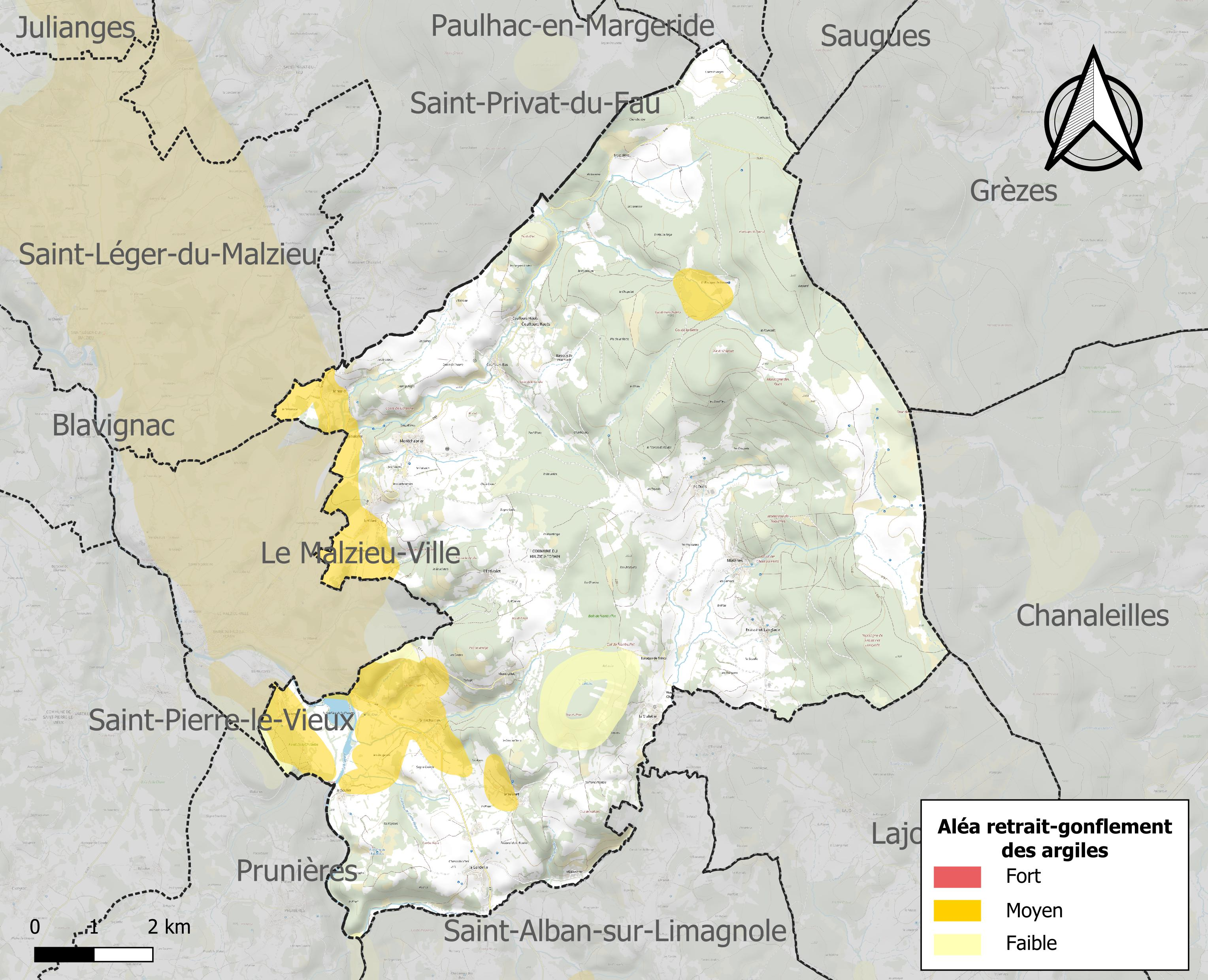
Carte des zones d'aléa retrait-gonflement des sols argileux du Malzieu-Forain.

Le retrait-gonflement des sols argileux est susceptible d'engendrer des dommages importants aux bâtiments en cas d’alternance de périodes de sécheresse et de pluie. 8,1 % de la superficie communale est en aléa moyen ou fort (15,8 % au niveau départemental et 48,5 % au niveau national). Sur les 353 bâtiments dénombrés sur la commune en 2019, 93 sont en aléa moyen ou fort, soit 26 %, à comparer aux 14 % au niveau départemental et 54 % au niveau national. Une cartographie de l'exposition du territoire national au retrait gonflement des sols argileux est disponible sur le site du BRGM,.
Par ailleurs, afin de mieux appréhender le risque d’affaissement de terrain, l'inventaire national des cavités souterraines permet de localiser celles situées sur la commune.

#### Risque particulier
Dans plusieurs parties du territoire national, le radon, accumulé dans certains logements ou autres locaux, peut constituer une source significative d’exposition de la population aux rayonnements ionisants. Certaines communes du département sont concernées par le risque radon à un niveau plus ou moins élevé. Selon la classification de 2018, la commune du Malzieu-Forain est classée en zone 3, à savoir zone à potentiel radon significatif.

## Toponymie
Voir Le Malzieu-Ville quant à « forain » le mot dérive du latin forensis et de l'occitan fourès, signifiant « En dehors ».

Le Malzieu-Forain n'a pas vraiment de centre historique; c'est un ensemble de hameaux formant la campagne de Le Malzieu-Ville, la partie foraine, du Malzieu.
Cette même distinction a existé à Saint-Chély-d'Apcher, également en Lozère, commune issue en 1851 de la fusion des communes de Saint-Chély-Ville et Saint-Chély-Forain. Ce même principe persiste encore de nos jours dans la Nièvre à Château-Chinon (Ville) et Château-Chinon (Campagne).

## Histoire
Avant le décret du 15 février 1790, le Malzieu-Forain n'existait pas : ses communes faisaient partie du Malzieu-Ville.
La création du Malzieu-Forain se fit vers 1793, deux sections y furent ainsi créées :
- la section de Mialanes qui rassemble les villages des Ducs, Mialanes, Fraissinet-Langlade et plus tard la Vialette. Elle possède sa propre église datant de 1903 et son cimetière ;
- la section du Montruffet qui comprend tous les autres villages : Brassalières, le Montchabrier, les Couffours-Bas, les Couffours Méjols, les Couffours-Hauts, la baraque de Fabre (ou de Prachurat), le Villard, le Nozier, le Montruffet, l'Estivalet, Villechailles, le Vernet, Mialanette, la Gardelle, le Soulier, la Chazette et la Salcette. La section partage avec le Malzieu-Ville, son église et son cimetière.

Au cours du XIXe siècle et à trois reprises en 1844, 1850 et 1851, des tentatives de fusion des deux communes du Malzieu ont été faites par le sous-préfet de Marvejols mais furent rejetées.
Lors de l'affaire de la bête du Gévaudan, deux victimes étaient du Malzieu-Forain de la section du Montruffet, l'une des Couffours-haut (attaque du 12 juin 1765) et l'autre de Mialanette (9 février 1765).
Concernant la victime de Mialanette, les lieux de l'attaque étant assez précisés dans les archives et autres documents d'époque, il est facile de s'y rendre et de les voir.

## Politique et administration
| Période | Période  | Identité                 | Étiquette | Qualité |
| ------- | -------- | ------------------------ | --------- | ------- |
| 1792    | 1797     | Jean-François Roux       |           |         |
| 1797    | 1808     | Jean-Hippolyte Roux      |           |         |
| 1808    | 1816     | Jean-Pierre Gachon       |           |         |
| 1816    | 1826     | Guillaume Laporte        |           |         |
| 1826    | 1830     | Pierre Chastang          |           |         |
| 1830    | 1840     | Etienne Fraisse          |           |         |
| 1840    | 1850     | Hippolyte Quatreuil      |           |         |
| 1850    | 1851     | Honoré Portal            |           |         |
| 1851    | 1864     | Jean Paul Victor Tuffier |           |         |
| 1864    | 1876     | Guillaume Cour           |           |         |
| 1876    | 1877     | Jean-Baptiste Astruc     |           |         |
| 1877    | 1878     | Jean-Louis Boulet        |           |         |
| 1878    | 1881     | Guillaume Cour           |           |         |
| 1881    | 1882     | Jean-Baptiste Buffeire   |           |         |
| 1882    | 1900     | Jacques Augustin Tufféry |           |         |
| 1900    | 1901     | Paulin Astruc            |           |         |
| 1901    | 1908     | Pierre Valadier          |           |         |
| 1908    | 1915     | Paulin Astruc            |           |         |
| 1915    | 1919     | Auguste Tufféry          |           |         |
| 1919    | 1947     | Jacques Isidore Soulier  |           |         |
| 1947    | 1960     | Fernand Marius Rozière   |           |         |
| 1960    | 1989     | Albert Marie Bourrier    |           |         |
| 1989    | 2001     | Jean-Louis Bourrier      |           |         |
| 2001    | 2020     | Jean-Louis Soulier       |           |         |
| 2020    | En cours | Colette Rouquet          |           |         |

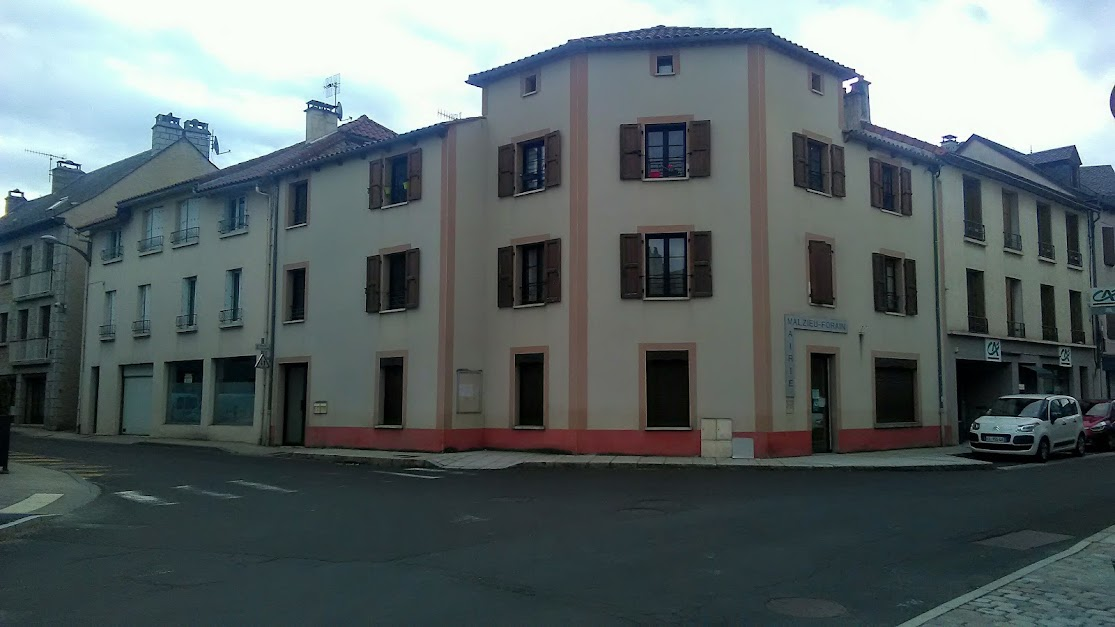
La mairie du Malzieu-Forain au Malzieu-Ville.

Le Malzieu-Forain est une commune qui partage avec Château-Chinon (Campagne) (Nièvre) ; Pourcharesses (Lozère) ; Demi-Quartier (Haute-Savoie) ; Turquestein-Blancrupt (Moselle) ; Taillepied (Manche) ; Rouvres-sous-Meilly (Côte-d'Or) ; Le Plessis-Patte-d'Oie (Oise) ; Suzan (Ariège), la particularité d'avoir sa mairie située sur une autre commune : celle-ci se trouve sur le boulevard Robert de Flers au Malzieu-Ville.

## Population et société

### Démographie

#### Évolution démographique
L'évolution du nombre d'habitants est connue à travers les recensements de la population effectués dans la commune depuis 1793. Pour les communes de moins de 10 000 habitants, une enquête de recensement portant sur toute la population est réalisée tous les cinq ans, les populations de référence des années intermédiaires étant quant à elles estimées par interpolation ou extrapolation. Pour la commune, le premier recensement exhaustif entrant dans le cadre du nouveau dispositif a été réalisé en 2008.

En 2022, la commune comptait 491 habitants, en évolution de +4,91 % par rapport à 2016 (Lozère : +0,11 %, France hors Mayotte : +2,11 %).
| 1793 | 1800 | 1806 | 1821 | 1831  | 1836  | 1841 | 1846  | 1851 |
| ---- | ---- | ---- | ---- | ----- | ----- | ---- | ----- | ---- |
| 982  | 865  | 979  | 522  | 1 006 | 1 027 | 871  | 1 004 | 914  |

| 1856 | 1861 | 1866  | 1872 | 1876 | 1881  | 1886  | 1891  | 1896  |
| ---- | ---- | ----- | ---- | ---- | ----- | ----- | ----- | ----- |
| 937  | 934  | 1 011 | 968  | 952  | 1 045 | 1 075 | 1 022 | 1 028 |

| 1901  | 1906  | 1911 | 1921 | 1926 | 1931 | 1936 | 1946 | 1954 |
| ----- | ----- | ---- | ---- | ---- | ---- | ---- | ---- | ---- |
| 1 014 | 1 128 | 979  | 974  | 947  | 938  | 902  | 763  | 660  |

| 1962 | 1968 | 1975 | 1982 | 1990 | 1999 | 2006 | 2008 | 2013 |
| ---- | ---- | ---- | ---- | ---- | ---- | ---- | ---- | ---- |
| 597  | 533  | 477  | 379  | 354  | 357  | 436  | 458  | 458  |

| 2018 | 2022 | - | - | - | - | - | - | - |
| ---- | ---- | - | - | - | - | - | - | - |
| 484  | 491  | - | - | - | - | - | - | - |

#### Pyramide des âges
En 2019, le taux de personnes d'un âge inférieur à 30 ans s'élève à 28,7 %, soit un taux inférieur à la moyenne départementale (29,7 %). Le taux de personnes d'un âge supérieur à 60 ans (31,3 %) est inférieur au taux départemental (32,5 %).
En 2019, la commune comptait 257 hommes pour 236 femmes, soit un taux de 52,13 % d'hommes, supérieur au taux départemental (49,94 %).
Les pyramides des âges de la commune et du département s'établissent comme suit :
| Hommes | Classe d’âge | Femmes |
| ------ | ------------ | ------ |
| 0,4    | 90 ou +      | 1,3    |
| 7,2    | 75-89 ans    | 7,0    |
| 23,3   | 60-74 ans    | 23,5   |
| 20,7   | 45-59 ans    | 19,0   |
| 20,5   | 30-44 ans    | 19,6   |
| 12,2   | 15-29 ans    | 9,0    |
| 15,7   | 0-14 ans     | 20,4   |

| Hommes | Classe d’âge | Femmes |
| ------ | ------------ | ------ |
| 1      | 90 ou +      | 2,8    |
| 9,1    | 75-89 ans    | 11,8   |
| 21,6   | 60-74 ans    | 21,1   |
| 21,5   | 45-59 ans    | 20,2   |
| 16,3   | 30-44 ans    | 15,9   |
| 15,5   | 15-29 ans    | 13,6   |
| 15     | 0-14 ans     | 14,6   |

## Économie

### Revenus
En 2018, la commune compte 216 ménages fiscaux, regroupant 495 personnes. La médiane du revenu disponible par unité de consommation est de 20 700 € (20 420 € dans le département).

### Emploi
|                | 2008  | 2013  | 2018  |
| -------------- | ----- | ----- | ----- |
| Commune        | 2,1 % | 4,3 % | 6,9 % |
| Département    | 5 %   | 6,4 % | 7,1 % |
| France entière | 8,3 % | 10 %  | 10 %  |

En 2018, la population âgée de 15 à 64 ans s'élève à 276 personnes, parmi lesquelles on compte 81,5 % d'actifs (74,6 % ayant un emploi et 6,9 % de chômeurs) et 18,5 % d'inactifs,. Depuis 2008, le taux de chômage communal (au sens du recensement) des 15-64 ans est inférieur à celui de la France et du département.
La commune fait partie de la couronne de l'aire d'attraction de Saint-Chély-d'Apcher, du fait qu'au moins 15 % des actifs travaillent dans le pôle,. Elle compte 69 emplois en 2018, contre 68 en 2013 et 86 en 2008. Le nombre d'actifs ayant un emploi résidant dans la commune est de 215, soit un indicateur de concentration d'emploi de 32 % et un taux d'activité parmi les 15 ans ou plus de 59,1 %.
Sur ces 215 actifs de 15 ans ou plus ayant un emploi, 51 travaillent dans la commune, soit 24 % des habitants. Pour se rendre au travail, 82,8 % des habitants utilisent un véhicule personnel ou de fonction à quatre roues, 8,9 % s'y rendent en deux-roues, à vélo ou à pied et 8,4 % n'ont pas besoin de transport (travail au domicile).

## Culture locale et patrimoine

### Lieux et monuments
- Église de l'Annonciation de Mialanes, dans le hameau de Mialanes. L'édifice est référencé dans la base Mérimée et à l'Inventaire général Région Occitanie[34].
- La tour des Ducs, situé dans le village portant le même nom, vestige d'un ancien château des barons de Mercœur.
- La chapelle de la Gardelle, datant du XVIIIe siècle.

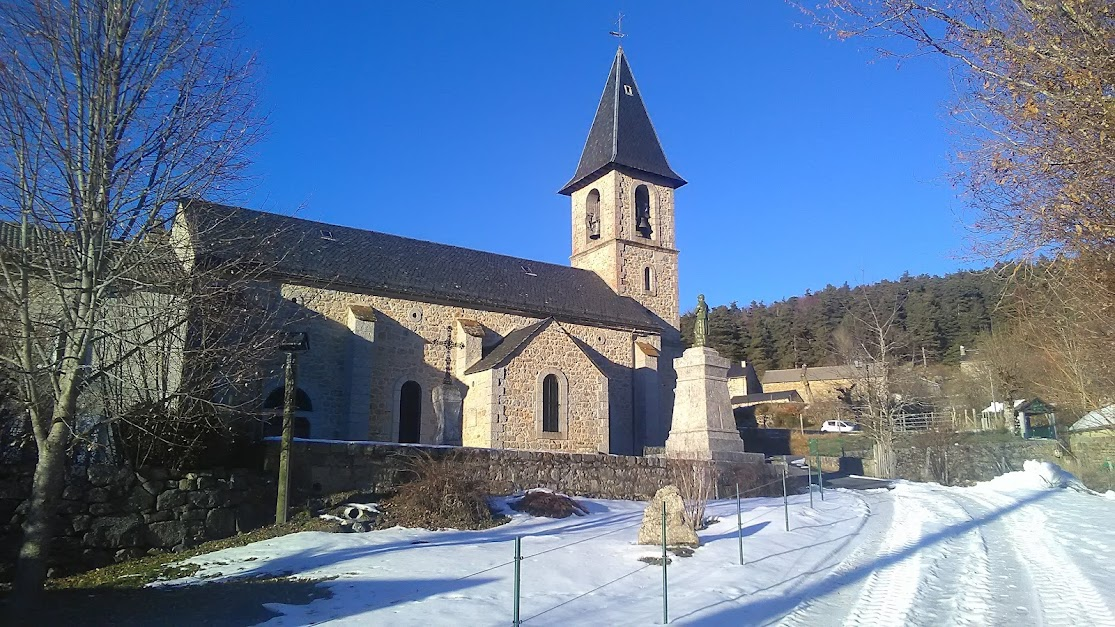
Église de Mialanes - Le Malzieu-Forain.
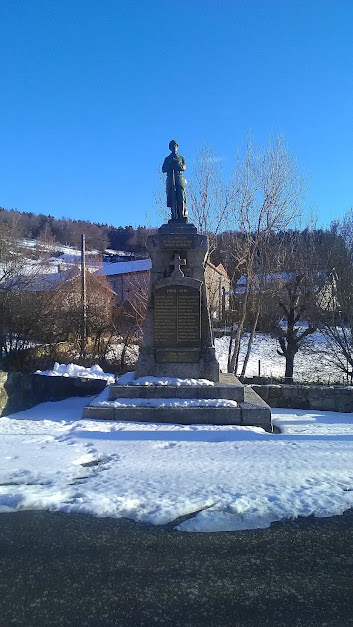
Monument aux morts du Malzieu-Forain à Mialanes.
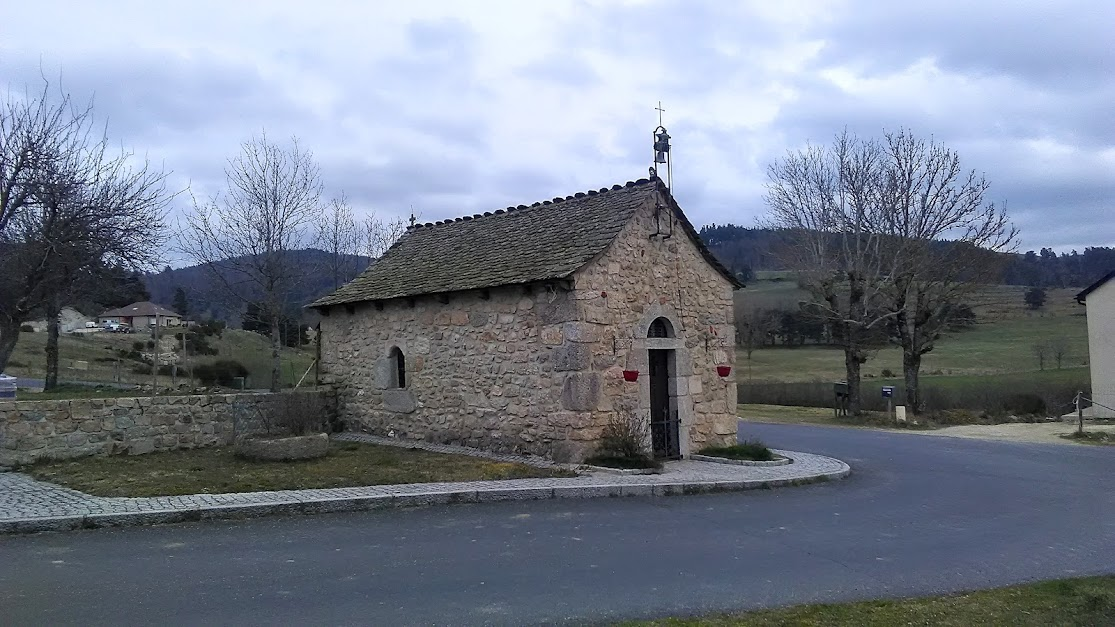
Chapelle de la Gardelle.
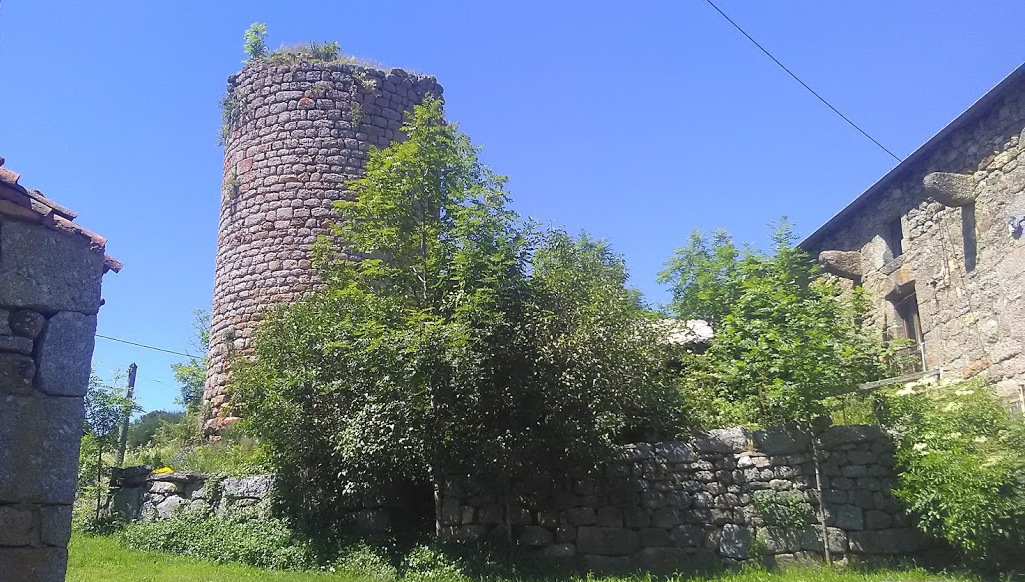
La tour dans le hameau des Ducs.
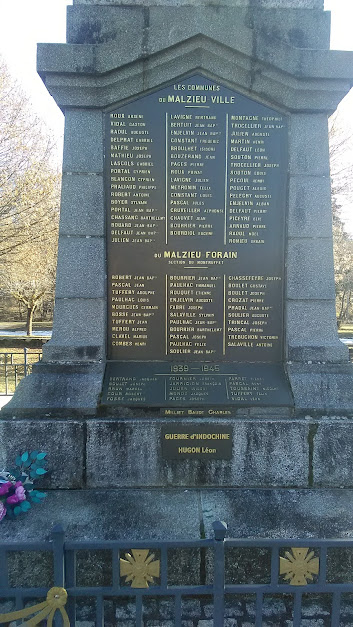
Monument aux morts commun du Malzieu-Ville et du Malzieu-Forain au Malzieu-Ville.

### Personnalités liées à la commune
- Augustin Trébuchon (1878-1918), né sur la commune au hameau de Montcharbier, berger. Il est resté dans la postérité comme étant le dernier soldat tué au combat lors de la Première Guerre mondiale.
- Léon Soulier (1924-2016), né au hameau de Villechailles, évêque du diocèse de Pamiers (1971-1987), puis du diocèse de Limoges (1988-2000).